# キラりん滋賀
『キラりん滋賀』（きらりんしが）は、びわ湖放送で放送されていたローカルニュース・情報番組。

## 概要
2009年4月6日より『とっておき滋賀545』を放送していたが、司会者の引退を余儀なくされたこともあり、僅か半年で終了。これを受けて『キラりん滋賀545』をスタート。
2010年3月26日、開始時刻が変更となったため、「545」が取れて『キラりん滋賀』（月～木曜）と『キラりん滋賀 Friday』（金曜）にリニューアル。
2015年4月4日、『 - Friday』から『キラりん滋賀』にタイトルが変更。平日通して『キラりん滋賀』となった。
2020年1月より月・水・木曜の放送時間が10分に大幅短縮。県内ニュースのみとなる。情報枠は火・金曜のみとなる。
2020年3月27日で最終回を迎える。『 - 545』時代から通算で10年半の歴史に幕を下ろす。後番組は『ゆうがたサテライト』（テレビ東京制作）、『やさしいニュース』（テレビ大阪制作）、そして『ニュース滋賀いろ』の3番組をまとめたコンプレックス枠『BBCニュース+』となる。なお、情報枠は同年4月3日から放送の『金曜オモロしが』に引き継がれる。

## 出演者
- 月・水・木曜：大西遥・森田恵奈・南あずさ（シフト勤務）
- 火曜：ファミリーレストラン・前川保志花・久保恵佳
- 金曜：羽川英樹・岡山瞳・やまもとひまり

## 過去の出演者
| 期間      | 期間      | 月曜日                           | 月曜日                           | 火曜日               | 火曜日              | 水曜日                                                   | 水曜日                                                   | 木曜日                                                   | 木曜日                                                   | 金曜日   | 金曜日                | 金曜日                |
| --------- | --------- | -------------------------------- | -------------------------------- | -------------------- | ------------------- | -------------------------------------------------------- | -------------------------------------------------------- | -------------------------------------------------------- | -------------------------------------------------------- | -------- | --------------------- | --------------------- |
| 2009.10.5 | 2010.3.26 | 羽川英樹                         | 羽川英樹                         | 羽川英樹             | 羽川英樹            | 笑福亭純瓶                                               | 笑福亭純瓶                                               | 笑福亭純瓶                                               | 笑福亭純瓶                                               | （不明） | （不明）              | （不明）              |
| 2010.3.29 | 2011.4.1  | 塩崎綾                           | 塩崎綾                           | 塩崎綾               | 塩崎綾              | 武村陽子                                                 | 武村陽子                                                 | 武村陽子                                                 | 武村陽子                                                 | 羽川英樹 | 笑福亭純瓶 岡山瞳     |                       |
| 2011.4.4  | 2012.3.30 | 牧田もりかつ                     | 塩崎綾                           | 中野みき             | 林哲也              | 添田尚子                                                 | 小西あゆ香                                               | 高島裕子                                                 | 武村陽子                                                 | 羽川英樹 | 岡山瞳                | 岡山瞳                |
| 2012.4.2  | 2012.9.28 | 添田尚子                         | 松永五九雄                       | 中野みき             | 林哲也              | 牧田もりかつ                                             | 塩崎綾                                                   | 高島裕子                                                 | 小西あゆ香                                               | 羽川英樹 | 岡山瞳                | 岡山瞳                |
| 2012.10.1 | 2013.3.29 | 添田尚子                         | 松永五九雄                       | 中野みき             | 林哲也              | 牧田もりかつ                                             | 塩崎綾                                                   | 高島裕子                                                 | 雑賀裕美                                                 | 羽川英樹 | 岡山瞳                | 岡山瞳                |
| 2013.4.1  | 2014.3.28 | 牧田もりかつ                     | 長友理恵                         | 中野みき             | 林哲也              | 添田尚子                                                 | 雑賀裕美                                                 | 丸朋子                                                   | 北川恵                                                   | 羽川英樹 | 岡山瞳                | 岡山瞳                |
| 2014.3.31 | 2015.3.27 | 牧田もりかつ                     | 岩谷優子                         | 牧田もりかつ         | 鎌田香奈            | 西田育弘                                                 | 添田尚子                                                 | 西田育弘                                                 | 中野みき                                                 | 羽川英樹 | 岡山瞳 池田愛恵里     | 岡山瞳 池田愛恵里     |
| 2015.3.30 | 2016.4.1  | 牧田もりかつ                     | 岩谷優子                         | 牧田もりかつ         | 鎌田香奈            | 西田育弘                                                 | 添田尚子                                                 | 西田育弘                                                 | 中野みき やまもとひまり                                  | 羽川英樹 | 岡山瞳 池田愛恵里     | 岡山瞳 池田愛恵里     |
| 2016.4.4  | 2016.9.30 | 牧田もりかつ                     | 岩谷優子                         | ファミリーレストラン | 加藤夏海            | 西田育弘・添田尚子・やまもとひまり・三輪智子             | 西田育弘・添田尚子・やまもとひまり・三輪智子             | 西田育弘・添田尚子・やまもとひまり・三輪智子             | 西田育弘・添田尚子・やまもとひまり・三輪智子             | 羽川英樹 | 岡山瞳 池田愛恵里     | 岡山瞳 池田愛恵里     |
| 2016.10.3 | 2017.3.31 | 牧田もりかつ                     | 中山奈奈恵                       | ファミリーレストラン | 加藤夏海 石田鮎美   | 西田育弘・添田尚子・やまもとひまり・前川保志花・建川文女 | 西田育弘・添田尚子・やまもとひまり・前川保志花・建川文女 | 西田育弘・添田尚子・やまもとひまり・前川保志花・建川文女 | 西田育弘・添田尚子・やまもとひまり・前川保志花・建川文女 | 羽川英樹 | 岡山瞳 池田愛恵里     | 岡山瞳 池田愛恵里     |
| 2017.4.3  | 2018.3.30 | 牧田もりかつ                     | 中山奈奈恵                       | ファミリーレストラン | 加藤夏海            | 西田育弘                                                 | 添田尚子 前川保志花                                      | 西田育弘                                                 | やまもとひまり 建川文女                                  | 羽川英樹 | 岡山瞳 池田愛恵里     | 岡山瞳 池田愛恵里     |
| 2018.4.2  | 2019.3.29 | 牧田もりかつ                     | 藤村椿                           | ファミリーレストラン | 加藤夏海            | 西田育弘                                                 | 添田尚子 前川保志花                                      | 西田育弘                                                 | やまもとひまり 建川文女                                  | 羽川英樹 | 岡山瞳                | 岡山瞳                |
| 2019.4.1  | 2019.12   | 牧田もりかつ                     | 薮野祐子                         | ファミリーレストラン | 久保恵佳            | 西田育弘                                                 | 添田尚子 前川保志花                                      | 西田育弘                                                 | やまもとひまり 建川文女                                  | 羽川英樹 | 岡山瞳                | 岡山瞳                |
| 2020.1    | 現在      | ニュースキャスター（シフト勤務） | ニュースキャスター（シフト勤務） | ファミリーレストラン | 前川保志花 久保恵佳 | ニュースキャスター（シフト勤務）                         | ニュースキャスター（シフト勤務）                         | ニュースキャスター（シフト勤務）                         | ニュースキャスター（シフト勤務）                         | 羽川英樹 | 岡山瞳 やまもとひまり | 岡山瞳 やまもとひまり |

## 放送時間
| 期間      | 期間      | 月 - 木曜日           | 月 - 木曜日           | 月 - 木曜日           | 月 - 木曜日           | 金曜日                |
| --------- | --------- | --------------------- | --------------------- | --------------------- | --------------------- | --------------------- |
| 2009.10.5 | 2010.3.26 | 17:45 - 18:50（65分） | 17:45 - 18:50（65分） | 17:45 - 18:50（65分） | 17:45 - 18:50（65分） | 17:45 - 18:50（65分） |
| 2010.3.29 | 2011.4.1  | 17:50 - 18:25（35分） | 17:50 - 18:25（35分） | 17:50 - 18:25（35分） | 17:50 - 18:25（35分） | 17:15 - 18:45（90分） |
| 2011.4.4  | 2011.9.30 | 17:50 - 18:30（40分） | 17:50 - 18:30（40分） | 17:50 - 18:30（40分） | 17:50 - 18:30（40分） | 17:20 - 18:45（85分） |
| 2011.10.3 | 2012.3.30 | 17:50 - 18:25（35分） | 17:50 - 18:25（35分） | 17:50 - 18:25（35分） | 17:50 - 18:25（35分） | 17:15 - 18:45（90分） |
| 2012.4.2  | 2012.9.28 | 17:55 - 18:15（20分） | 17:55 - 18:15（20分） | 17:55 - 18:15（20分） | 17:55 - 18:15（20分） | 17:50 - 18:50（60分） |
| 2012.10.1 | 2012.12   | 17:55 - 18:15（20分） | 17:55 - 18:15（20分） | 17:55 - 18:15（20分） | 17:55 - 18:15（20分） | 17:20 - 18:50（90分） |
| 2013.1    | 2013.3.29 | 17:55 - 18:15（20分） | 17:55 - 18:15（20分） | 17:55 - 18:15（20分） | 17:55 - 18:15（20分） | 17:30 - 18:50（80分） |
| 2013.4.1  | 2014.3.28 | 17:50 - 18:10（20分） | 17:50 - 18:10（20分） | 17:50 - 18:10（20分） | 17:50 - 18:10（20分） | 17:15 - 18:20（65分） |
| 2014.3.31 | 2015.3.27 | 17:45 - 18:10（25分） | 17:45 - 18:10（25分） | 17:45 - 18:10（25分） | 17:45 - 18:10（25分） | 17:15 - 18:20（65分） |
| 2015.3.30 | 2015.9.25 | 18:15 - 18:40（25分） | 18:15 - 18:40（25分） | 18:15 - 18:40（25分） | 18:15 - 18:40（25分） | 17:45 - 18:50（65分） |
| 2015.9.28 | 2015.12   | 18:15 - 18:52（37分） | 18:15 - 18:52（37分） | 18:15 - 18:52（37分） | 18:15 - 18:52（37分） | 17:45 - 18:50（65分） |
| 2016.1    | 2016.4.1  | 18:15 - 18:57（42分） | 18:15 - 18:57（42分） | 18:15 - 18:57（42分） | 18:15 - 18:57（42分） | 17:45 - 18:50（65分） |
| 2016.4.4  | 2018.3.30 | 18:15 - 18:50（35分） | 18:15 - 18:50（35分） | 18:15 - 18:50（35分） | 18:15 - 18:50（35分） | 17:45 - 18:45（60分） |
| 2018.4.2  | 2019.3.29 | 17:45 - 18:35（50分） | 17:45 - 18:35（50分） | 17:45 - 18:35（50分） | 17:45 - 18:35（50分） | 17:45 - 18:45（60分） |
| 2019.4.1  | 2019.12   | 17:55 - 18:40（45分） | 17:55 - 18:40（45分） | 17:55 - 18:40（45分） | 17:55 - 18:40（45分） | 17:55 - 18:40（45分） |
| 期間      | 期間      | 月曜日                | 火曜日                | 水曜日                | 木曜日                | 金曜日                |
| 2020.1    | 2020.3.27 | 17:55 - 18:05（10分） | 17:55 - 18:35（40分） | 17:55 - 18:05（10分） | 17:55 - 18:05（10分） | 17:25 - 18:35（70分） |